# Al-Dustour (quotidien égyptien)
Al-Dustour (الدستور), transcrit ensuite Al-Dostor (« La Constitution »), est un quotidien égyptien indépendant. Fondé en 1995, il est fermé une première fois en 1998. Sa publication reprend en 2005. En octobre 2010, son rédacteur en chef Ibrahim Eissa est limogé. Celui-ci conserve la direction du site web du journal, renommé Al-Dostor Al-Asly (« La Constitution d’origine »), pour le distinguer de la version imprimée, puis fonde le journal Al Tahrir (en).

## Débuts et ligne éditoriale
Al-Dustour est fondé par l'homme d'affaires Essam Ismail Fahmy (ar), qui possède aussi Sawt Al Ummah, et désigne Ibrahim ʿissa comme rédacteur en chef. La presse écrite égyptienne est alors dominée par les médias d'État, l'émergence d'une presse privée est une nouveauté. Le premier numéro paraît en décembre 1995. Le journal se positionne comme un quotidien d'opposition, critique de la politique du président Moubarak. Les journalistes sont d'horizons divers, la rédaction compte aussi bien des communistes que des islamistes, dont l'unité est l'opposition au pouvoir alors en place. Il est publié sous licence chypriote afin de contourner les lois qui limitent la liberté de la presse en Égypte. Il est fermé en 1998 après avoir relayé une lettre, attribuée au mouvement islamiste Jamaa al-islamiyya, qui menaçait la vie de trois hommes d'affaires coptes.

## Les années 2005-2010
Après un procès initié en 2001 contre l'État, le journal est relancé en 2005. D'abord hebdomadaire, il devient quotidien à partir de 2007. Il est à l'origine d'une campagne contre l'installation d'une usine de production d'engrais chimiques à Damiette. L'une de ses journalistes, Abeer al-Askary, reçoit le prix 2006 de la liberté de la presse du CJFE pour ses articles sur des faits de torture et de corruption. À partir de l'année 2007, al-Dustour se fait le porte-parole des mouvements de contestation. Son rédacteur en chef Ibrahim Eissa est condamné en 2007 pour avoir publié des informations sur l'état de santé du président égyptien,. En 2010, le journal, qui connaît des difficultés financières, est racheté par Al-Sayyid Al-Badawi et Reda Edward, proches du parti Wafd et du gouvernement. Au mois d'octobre, Ibrahim Eissa est congédié. Ce dernier conserve la direction du site web du journal, ensuite renommé Al-Dostor Al-Asly pour le distinguer d'al-Dustour rebaptisé al-Dostor, dont la ligne éditoriale exprime désormais la nostalgie de l'ancien régime de Moubarak et se rapproche des journaux d'État.
Al-Dustour est symbolique de la presse indépendante qui voit le jour dans les années 2000, en particulier de l'année 2005 où la presse en Égypte bénéficie d'une relative libéralisation. Son image est liée à la forte personnalité de son rédacteur en chef. Très critique à l'égard du régime Moubarak, il brise des tabous politiques en critiquant la famille du président et en évoquant son état de santé. Pendant la révolution du 25 janvier 2011, il doit sa popularité à l'usage d'un langage proche de la jeunesse et à son ton satirique qui fait la part belle aux caricatures,. Son influence sur la presse écrite s'exprime avec l'apparition, dans les salles de rédaction égyptiennes, du néologisme « dustouriser ».

## Après 2010
Sous la présidence de Morsi, le journal critique régulièrement les Frères musulmans, qu'il accuse de vouloir créer un État islamique en Égypte. Sa diffusion avoisine les 50.000 ventes quotidiennes. En 2012, le rédacteur en chef Islam Afify démissionne, en raison des pressions exercées sur la ligne éditoriale du journal, qui l'empêchent d'exercer sa liberté d'expression.
En 2017, la société qui détient le journal, Al Dostor for Press, Publishing and Distribution, est vendue à un nouveau propriétaire dont le nom n'est pas révélé. Un nouveau rédacteur en chef, Mohammed El-Baz, est nommé. Il est connu pour être un partisan du président al-Sissi.